# Надежда (фильм, 1973)
«Надежда» — советский цветной, исторический художественный фильм, снятый режиссёром Марком Донским на Киностудии имени М. Горького. Премьера: 5 ноября 1973 года.

## Сюжет
Фильм рассказывает о детстве и юности жены, друга и боевого соратника основателя страны Советов Надежды Константиновны Крупской. Главное внимание в фильме уделено участию молодой революционерки в организации борьбы рабочих Петербурга за свои права против самодержавия. «В этой картине, — говорил Марк Донской, — мы намеревались показать, как вырастали люди, деяния которых потрясли мир. И не только политическую и революционную мудрость оставили они в наследство своим потомкам. До нас дошёл свет их возвышенной любви и надежды».

## В ролях
- Наталия Белохвостикова — Надежда Крупская
- Андрей Мягков — Владимир Ульянов
- Данута Столярская — Елизавета Васильевна Крупская, мать Нади
- Игорь Озеров — Константин Игнатьевич Крупский, отец Нади
- Михаил Ножкин — Глеб Максимилианович Кржижановский
- Олег Голубицкий — Борис Андреевич, доктор
- Анна Твеленёва — Зинаида Павловна Невзорова
- Татьяна Дербенёва
- Вера Донская-Присяжнюк — Александра Николаевна Григорьева
- Лилия Захарова — Сашенька Григорьева
- Тамара Логинова — Александра Михайловна Калмыкова
- Леонид Елинсон — Роберт Эдуардович Классон
- Вячеслав Спесивцев — член марксистского кружка
- Алексей Золотницкий — член марксистского кружка
- Наталия Дугина — член марксистского кружка
- Владимир Разумовский — член марксистского кружка
- Евгений Красавцев — член марксистского кружка
- Станислав Захаров — член марксистского кружка
- Раиса Рязанова — Фрося Меркулова
- Николай Мерзликин — Степан Меркулов
- Владислав Ковальков — член марксистского кружка
- Пётр Любешкин — Захар Родионович
- Николай Горлов — филер
- Фёдор Никитин — художник Николай Ге
- Никита Подгорный — Александр Матвеевич, жандармский ротмистр
- Даниил Сагал — Гурьянов
- Роман Хомятов — Яков Маурер
- Меер Голдовский — Юлий Осипович Мартов
- Марк Варшавер — Петр Струве
- Исаак Леонгаров — Гуго Эберлейн
- Вячеслав Подвиг — Василий Васильевич Старков

## Съёмочная группа
- Режиссёр: Марк Донской
- Сценаристы: Зоя Воскресенская, Ирина Донская
- Оператор: Инна Зарафьян
- Композитор: Рафаил Хозак
- Художник-постановщик: Ольга Кравченя
- Художник по костюмам: Эльза Рапопорт
- Звукорежиссёр: Дмитрий Боголепов